# Enzo Domestico Kabregu
Enzo Domestico Kabregu, all'anagrafe Vincenzo Domestico (Acquaformosa, 17 dicembre 1906 – Montevideo, 4 luglio 1971), è stato un pittore italiano naturalizzato uruguaiano.

## Biografia

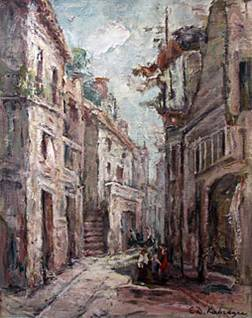
Casas (1929)

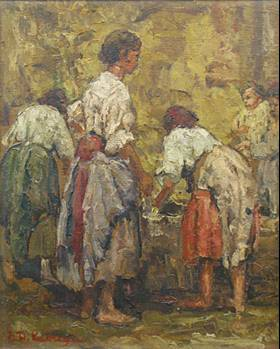
Lavanderas (1930)

Di etnia Arbëreshë, dopo gli studi di Ingegneria frequentò l'Accademia di belle arti di Napoli e si diplomò sotto la guida di Vincenzo Irolli, Vincenzo Volpe e Antonio Mancini. Dopo alcuni soggiorni all'estero sposò una sua allieva, Nerina Bernasconi Buggeri e con lei emigrò a Montevideo, dove all'attività pittorica affiancò quella di insegnante e giornalista. Nel 1968 fu insignito del titolo di Cavaliere al merito della Repubblica italiana.

## Attività artistica
Considerato il principale pittore Arbëreshë, ebbe un'intensa attività espositiva sia in Italia che in Uruguay. Ordinò infatti personali a Lungro, Roma, Napoli e Montevideo.

## Museo Enzo Domestico Kabregu
A Lungro, per volere dell'amministrazione comunale e della famiglia, è nato il Centro polivalente per la cultura arbëreshe e museo Enzo Domestico Kabregu.
Nonostante l'accordo, negli anni, non è mai stato realizzato alcun centro o museo.